# 薩利亞科柳山
18°29′1″S 68°59′59″W / 18.48361°S 68.99972°W
薩利亞科柳山（Salla Qullu），是玻利維亞的山峰，位於該國西部奧魯羅省的薩亞馬省，處於卡普拉塔火山和阿科坦戈火山東南面，屬於安第斯山脈中玻利維亞西部山脈的一部分，海拔高度4,990米。